# 準貴族
準貴族（じゅんきぞく）は、貴族と平民の中間に位置する身分である。主として、貴族ではないが、ある程度の特権や経済基盤などを持っている有力者を指す。
イギリスのジェントルマンなどに代表されるように、準貴族であるための最低条件は土地所有者であり、国の統治者に土地所有を認められていることであった。近代までは、自分の土地を農奴や小作人に耕作させることによって不労所得を得ることを経済基盤としていた。

## イギリス
準男爵（バロネット）や騎士（ナイト）などが準貴族に当たる。さらにその下の貴族に当たる準々貴族（ジェントリ）、準々々貴族（ヨーマン）などがおり、その下に庶民（コモンズ）がいる。
なお、一般選挙が行われるようになった当時は、一部の者にしか選挙権が認められなかったが（制限選挙）、その当時に選挙権を持っていた一般人というのが準貴族や準々貴族であった。

## ドイツ
ユンカーと呼ばれた地主貴族が、準貴族に当たる。

## 日本
1947年（昭和22年）以前は、貴族階級である華族と平民の間に、旧武士階級や旧地下家などから構成される士族階級が存在した。